# Ернест Ебрар
Ернест Ебрар (на френски: Ernest Hébrard) е френски архитект, работил в гръцкия град Солун и в Индокитай в първата половина на XX век.

## Биография

### Ранни години
Роден е в 1875 година в Париж. Завършва Парижкото училище за изящни изкуства. Ебрар работи в Казабланка по осъвременяването на архитектурния план на града. Участва в реставрирането на Двореца на Диоклециан в Салона.

### В Гърция
По време на Първата световна война е в Солун като служител в Археологическата служба на Съглашенската Източна армия на Македонския фронт. След Солунския пожар в 1917 година значителна част от града е разрушена. Премиерът Венизелос забранява възстановителните работи преди да бъде одобрен модерен градоустройствен план, който той възлага на Ебрар. Ернест Ебрар оглавява комисията по възстановяването на Солун и превръщането му в модерен град, като в комисията влизат още архитектите Аристотелис Захос, Константинос Кицикис, Томас Мосън, Жозеф Плебер, тогавашният кмет на града Константинос Ангелакис и експертът Ангелос Гинис.
Планът запазва византийското наследство на града, но го превръща от османско ориенталско селище в модерен град с булеварди, съвременни улици, площади и паркове.

### Във Френски Индокитай
От същата 1917 година Ебрар започва да преподава градско планиране и сграден дизайн в Националната мецовска политехника в Атина, като преподавателската му работа е изключително прогресивна. Член е на Висшия технически съвет на Атина, но голямата част от неговите предложения за градско планиране в столицата остават неприложени.
В 1921 година Ебрар заминава за Френски Индокитай, поканен от генерал-губернатор Морис Лон да се заеме с планирането на основните градски центрове. Освен с градско планиране, скоро след пристигането му Ебрар е натоварен и със създаването на дизайн за представителни сгради за колонията. Ебрар се заема активно с този проект. Според него архитектурата на колонията трябва да се адаптира материално, климатично и културно към страната, без да се отхвърля употребата на модерни технологии и без да се пренебрегват нуждите на съвременния начин на живот. В Индокитай Ебрар се вдъхновява едновременно и от модернистките движения, и от регионалистките разбирания, появили се във френската архитектура след Първата световна война. Прекрасен пример за работата на Ебрар в Индокитай е църквата „Свети мъченици“ в центъра на Ханой.

### Отново в Гърция
В 1927 година се завръща в Гърция и става правителствен съветник и директор на училищните сгради в Министерството на образованието на Гърция. В 1930 година Ебрар предотвратява успешно построяването на съдебна сграда в атинския квартал Макрияни, тъй като според него строежът непоправимо би навредил на района около Акропола.
Връща се в Париж, където умира на 1 март 1933 година.